# توجيه (لوست)
"توجيه" هي الحلقة الثالثة من الموسم الثاني من مسلسل لوست والحلقة الثامنة والعشرون بشكل عام. الحلقة أخرجها جاك بيندر وكتبها خافيير جريللو ماركسواش وكرايغ رايت. بُثَّتْ الحلقة لأول مرة في 5 أكتوبر 2005 على قناة ABC .
يتعرف جاك شيبارد (ماثيو فوكس) وجون لوك (تيري أوكوين) وكيت أوستن (إيفانجلين ليلي) على الفتحة الغامضة وتاريخها من ديزموند هيوم (هنري إيان كوسيك).  على الجانب الآخر من الجزيرة، تم سجن مايكل داوسون (هارولد بيرينو) وجيمس "سوير" فورد (جوش هولواي) وجين سو كوون (دانيال داي كيم) من قبل أشخاص يعتقدون أنهم "الآخرون".

## الحبكة

### الفلاشباك
لوك يشارك في جلسة دعم نفسي جماعية، حيث يروي عاطفيا الخداع الذي قام به والده. بعد ذلك، تقترب هيلين نوروود (كيتي ساغال)، أحد أعضاء المجموعة، منه برفق، وتنشأ بينهما علاقة عاطفية. بعد قضاء ليلة معًا، تستيقظ هيلين لتجده يستعد للمغادرة، حيث يشير إلى عدم راحته في النوم في سرير غير مألوف. يخرج ليجلس في سيارته خارج سور منزل والده (كيفين تايغ). والده يواجهه، معلنًا أنه يعلم أن لوك دائماً ما يراقبه عن بعد، ويخبره بأنه غير مرغوب فيه.
محتفلة بمرور ستة أشهر معًا، تقدم هيلين هدية للوك: مفتاح منزلها، بشرط أن يتوقف عن زيارة منزل والده. يوافق لوك، ولكنه لاحقاً يفشل في الوفاء بوعده. في النهاية، تتبعه هيلين وتواجهه، حيث تقول إنه يخشى المضي قدماً بعد ما فعله به والده، ويخشى التقدم بعلاقته معها. أخبرته أنه من المفترض أن يكون الأمر صعبًا، لأن ما تطلبه منه هو قفزة إيمانية.

### في الفتحة الأرضية
في المجمع تحت الأرض، توفر المواجهة بين جاك وديزموند ولوك ما يكفي من الإلهاء لكيت لإسقاط ديزموند أرضًا.  ومع ذلك، أطلق رصاصة، لكنها صدمت بالكمبيوتر، مما أدى إلى تعطله. يدعي ديزموند أن الجميع سيموت ما لم يتم إصلاح الكمبيوتر.  تتجه كيت لإحضار سعيد عبر مخرج بديل.
قدم ديزموند شرحًا حول حادث تحطم قاربه على الجزيرة قبل ثلاث سنوات. في تلك اللحظة، التقى برجل طلب منه المساعدة في مهمته الفردية، وهي إدخال رمز في الحاسوب كل 108 دقائق (مع العلم بأن الرقم 108 هو مجموع الأرقام 4، 8، 15، 16، 23 و 42). يدعي ديزموند أن "نهاية العالم" ستحل إذا لم يتم إدخال الرمز و الضغط على الزر.
يوجه ديزموند كل كم جاك ولوك لمشاهدة فيلم توجيهي قصير يعود لعام 1980، يرويه العالِم الدكتور مارفن كاندل (فرانسوا تشاو). يقدم كاندل شرحاً حول مشروع بحث متعدد التخصصات تأسس في عام 1970 على يد جيرالد وكارين ديجروت وتم تمويله بواسطة ألفار هانسو، يعرف باسم "مبادرة دارما". يُشير إلى اسم وهدف وجود الفتحة كمحطة أبحاث كهرومغناطيسية تابعة لدارما تسمى "ذا سوان (البجعة)"، والتي تعتبر الثالثة من بين ست محطات مماثلة بُنِيَت بواسطتهم. يشرح أنه بعد بناء الفتحة، حدثت حادثة. يُلزم من خلالها المشاهدين بإدخال الرمز في الكمبيوتر كل 108 دقائق، وتحديداً عند الدقيقة 4 على المؤقت، لتجنب تكرار تلك الحادثة. يحذر كاندل المشاهدين أيضًا من استخدام الكمبيوتر لأمور أخرى، ولكن الفيلم ينقطع فجأة ويُتمنى لهم التوفيق. جاك يرى أن كل هذا مجرد تجربة اجتماعية، بينما يعتقد لوك أنه ينبغي أخذ الفيلم على محمل الجد. ديزموند يحاول تشغيل الكمبيوتر دون جدوى، فيشعر بالذعر ويغادر.
جاك يلاحق ديزموند في الغابة، حيث يتعرف ديزموند عليه كالرجل الذي قابله في الملعب، ويستفسر عن مصير الفتاة التي كان جاك يخضع لها عملية جراحية. جاك، متأثرًا، يجيب بأنه تزوجها - لكنه لم يعد متزوجًا الآن. يغادر ديزموند، ويعود جاك إلى المجمع.
نجح سعيد جراح (نافين أندروز) في إصلاح جهاز الكمبيوتر.  يخبر لوك جاك أنه يجب أن يكون هو من يضغط على الزر، لكن جاك يرفض.  مع انطلاق الإنذارات، يسأل لوك جاك لماذا يصعب عليه تصديق الأمر، ويرد جاك بسؤال لوك عن لماذا يجد هو الأمر بهذه السهولة.  أخبره لوك أن الأمر لم يكن سهلاً على الإطلاق، لكن جاك بحاجة إلى القيام بقفزة بإيمانه الخاص.  مع بقاء ثانية واحدة على المؤقت، يضغط جاك على الزر، و تتم إعادة ضبط الموقّت.

### في الطرف الآخر من الجزيرة
على الشاطئ، يعثر مايكل وسوير على جين، حيث يكون مطارد من قبل خمسة أشخاص يعرّفهم جين على أنهم "الآخرون".  قامو بإفقاد الثلاثة وعيهم وألقوهم في حفرة.  تم إسقاط سجينة أخرى (ميشيل رودريغيز) لاحقًا في الحفرة.  عرفت عن نفسها على أنها آنا لوسيا كورتيز، ناجية أخرى من رحلة أوشيانيك 815. كانت آنا لوسيا في القسم الخلفي، والذي تحطم على الجانب الآخر من الجزيرة.  أخبرها سوير أنه يخطط لإطلاق النار على الحارس في المرة القادمة التي يظهر فيها.  فجأة أمسكت آنا لوسيا بمسدس سوير واستدعت الحارس (أديوالي أكينوي-أقباجي)، وكشفت عن نفسها أنها تسللت في الحفرة للحصول على معلومات من السجناء.

## الإنتاج
كان فريق الكتابة يخشى أن تكون مشاهد الفتحة ثقيلة في العرض. كان الحل الذي توصلوا إليه هو إطلاق النار على الكمبيوتر، الأمر الذي من شأنه أن يخلق أزمة وتوترًا حيث يحتاج الجهاز إلى الإصلاح خلال 108 دقيقة، كما يسمح أيضًا بتقديم معلومات جديدة. 
تعرض هذه الحلقة أول ظهور للممثل المنتظم مستر إيكو، الذي يؤدي دوره الممثل أديوالي أكينوي أقباجي، حيث تم عرضه في الحلقة السابقة لفترة وجيزة فقط، عندما أسقط ثلاثة من الشخصيات الرئيسية في العرض بواسطة عصا. تم إعطاء العصا لأكينوي-أغباجي وطلب منه "إغماء هؤلاء الرجال الثلاثة". شعر أكينوي أقباجي أنه "لا توجد طريقة أفضل لبداية شخصيته". 

## الإستقبال
شاهد 22.38 مليون مشاهد أمريكي هذه الحلقة عندما تم بثها. 

## روابط خارجية
- "توجيه" في ABC
- «Orientation» على قاعدة بيانات الأفلام على الإنترنت </img>